# 醉猿
醉猿（Dionysopithecus）是一屬史前的靈長目，生存在中新世的中國及巴基斯坦。

## 化石發現
醉猿的化石最初是由李傳夔於1978年在中國江蘇的雙溝發現，化石包括了一個左上頜骨連同幾顆牙齒。由於當時李傳夔是住在雙溝的一間酒廠內，故將這些化石以希臘神話的酒神狄俄倪索斯來命名，並以雙溝為種小名。李傳夔同時間亦發現了寬齒猿的化石。
後來於1990年發現了另一些醉猿化石，並名為東方醉猿。在巴基斯坦亦有發現一些醉猿的遺骸。

## 分類問題
醉猿最初被認為是屬於原康修爾猿科，但更多的化石發現顯示醉猿的牙齒更像樹猿，故被分類在上猿科中。

## 演化歷史
醉猿的化石屬於中新世早期，比原康修爾猿的更早。不過學者一般都不認為醉猿就是現今長臂猿的祖先，而是介乎猿與人類之間的分支。有些學者認為醉猿的祖先是生活在非洲，並遷徙至歐洲演化為上猿。而上猿亦進而擴散至亞洲，成為醉猿及寬齒猿。